# Prêmio Wolf de Artes

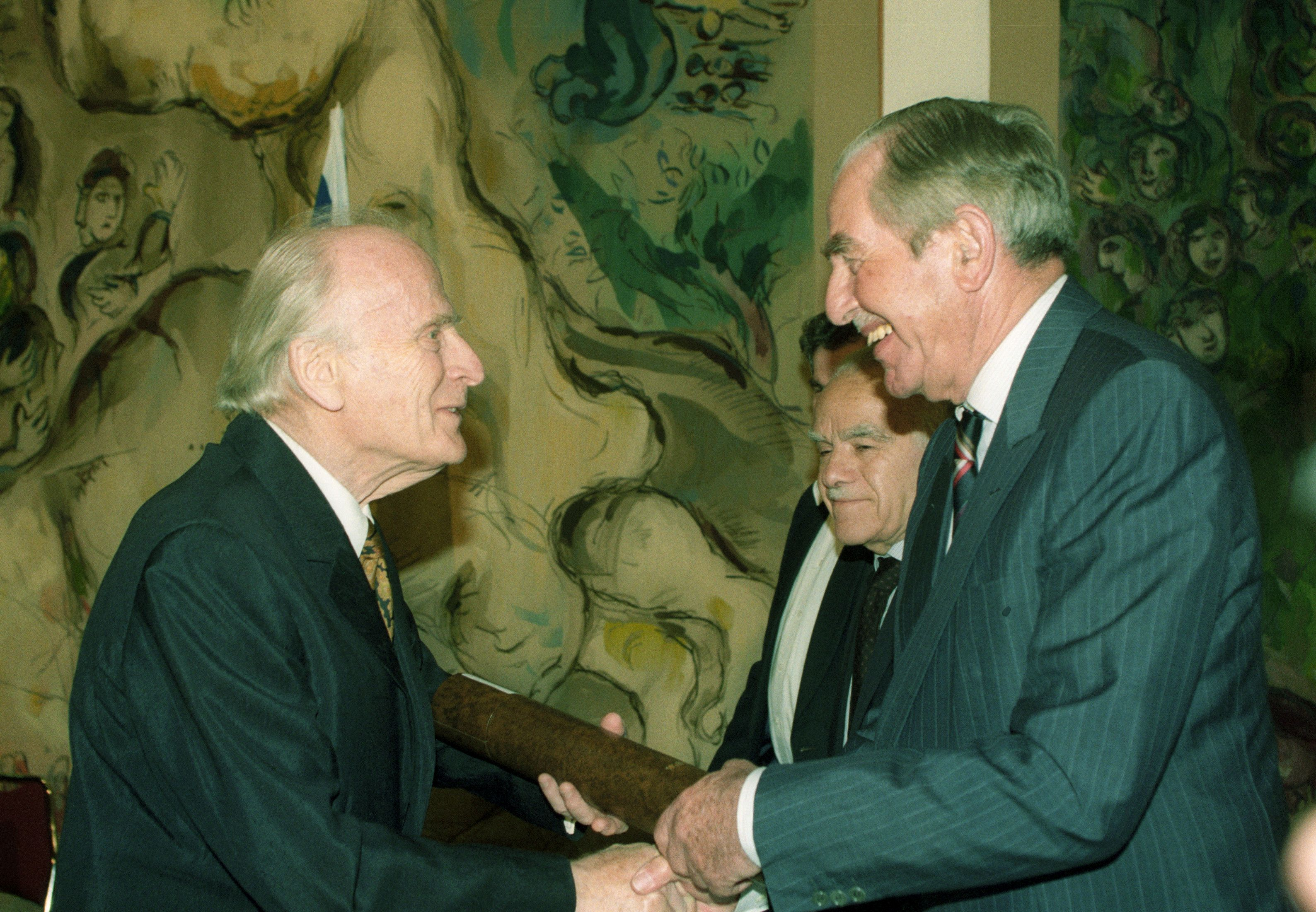
Prêmio Wolf de Arte de 1991, dado a Yehudi Menuhin, por Yitzhak Shamir.

O Prêmio Wolf de Artes é concedido anualmente pela Fundação Wolf em Israel. É um dos seis Prêmios Wolf estabelecidos pela fundação e concedido desde 1981; os outros são em Agronomia, Física, Matemática, Medicina e Química. Há uma rotação anual entre as disciplinas de arquitectura, música, pintura e escultura.

## Laureados
Esta é a lista de laureados:
| Ano    | Campo             | Laureado(s)                                   | País                                             |
| ------ | ----------------- | --------------------------------------------- | ------------------------------------------------ |
| 1981   | Pintura           | Marc Chagall Antoni Tapies                    | Rússia/ França · Espanha                         |
| 1982   | Música            | Vladimir Horowitz Olivier Messiaen Joseph Tal | Rússia/ Estados Unidos · França · Israel         |
| 1983/4 | Arquitetura       | Ralph Erskine                                 | Reino Unido/ Suécia                              |
| 1984/5 | Escultura         | Eduardo Chillida                              | Espanha                                          |
| 1986   | Pintura           | Jasper Johns                                  | Estados Unidos                                   |
| 1987   | Música            | Isaac Stern Krzysztof Penderecki              | Estados Unidos · Polónia                         |
| 1988   | Arquitetura       | Fumihiko Maki Giancarlo De Carlo              | Japão · Itália                                   |
| 1989   | Escultura         | Claes Oldenburg                               | Suécia/ Estados Unidos                           |
| 1990   | Pintura           | Anselm Kiefer                                 | Alemanha                                         |
| 1991   | Música            | Yehudi Menuhin Luciano Berio                  | Estados Unidos/ Reino Unido · Itália             |
| 1992   | Arquitetura       | Frank Gehry Jørn Utzon Denys Lasdun           | Canadá/ Estados Unidos · Dinamarca · Reino Unido |
| 1993   | Escultura         | Bruce Nauman                                  | Estados Unidos                                   |
| 1994/5 | Pintura           | Gerhard Richter                               | Alemanha                                         |
| 1995/6 | Música            | Zubin Mehta György Ligeti                     | Índia · Áustria                                  |
| 1996/7 | Arquitetura       | Frei Otto Aldo van Eyck                       | Alemanha · Países Baixos                         |
| 1998   | Escultura         | James Turrell                                 | Estados Unidos                                   |
| 1999   | Pintura           | Sem premiação                                 |                                                  |
| 2000   | Música            | Pierre Boulez Riccardo Muti                   | França · Itália                                  |
| 2001   | Arquitetura       | Álvaro Siza                                   | Portugal                                         |
| 2002   | Escultura         | Sem premiação                                 |                                                  |
| 2002/3 | Pintura           | Louise Bourgeois                              | França/ Estados Unidos                           |
| 2004   | Música            | Mstislav Rostropovich Daniel Barenboim        | Rússia · Argentina/ Israel                       |
| 2005   | Arquitetura       | Jean Nouvel                                   | França                                           |
| 2006   | Escultura         | Sem premiação                                 |                                                  |
| 2006/7 | Pintura           | Michelangelo Pistoletto                       | Itália                                           |
| 2008   | Música            | Giya Kancheli Claudio Abbado                  | Geórgia · Itália                                 |
| 2010   | Arquitetura       | David Chipperfield Peter Eisenman             | Reino Unido · Estados Unidos                     |
| 2011   | Pintura           | Rosemarie Trockel                             | Alemanha                                         |
| 2012   | Música            | Plácido Domingo Simon Rattle                  | Espanha · Reino Unido                            |
| 2013   | Arquitetura       | Eduardo Souto de Moura Robert S. Langer       | Portugal · Estados Unidos                        |
| 2014   | Escultura         | Olafur Eliasson                               | Dinamarca                                        |
| 2015   | Música            | Jessye Norman Murray Perahia                  | Estados Unidos · Israel / Estados Unidos         |
| 2016   | Arquitetura       | Phyllis Lambert                               | Canadá                                           |
| 2017   | Pintura/Escultura | Laurie Anderson Lawrence Weiner               | Estados Unidos · Estados Unidos                  |
| 2018   | Música            | Paul McCartney Ádám Fischer                   | Reino Unido · Hungria                            |
| 2019   | Arquitetura       | Moshe Safdie                                  | Israel                                           |
| 2020   | Pintura/Escultura | Cindy Sherman                                 | Estados Unidos                                   |
| 2021   | Música            | Stevie Wonder Olga Neuwirth                   | Estados Unidos · Áustria                         |